# Jacobus Leonardus Cluijsenaer
Jacobus Leonardus Cluijsenaer (Breda, 11 mei 1843 - 's-Gravenhage, 8 augustus 1932), ook bekend als Cluysenaer was een Nederlands spoorwegingenieur.
Cluysenaer behaalde zijn diploma van civiel-ingenieur aan de Koninklijke Academie te Delft in 1863. Hierna ging hij te werk bij de Staatsspoorwegen en was hij betrokken bij de aanleg van de spoorlijnen van Breda-Helmond-Venlo, Venlo-Maastricht en de overbrugging van het Hollandsch Diep. Na zes jaar ging hij terug naar Delft en werd wiskundeleraar aan de pas geopende HBS.
In 1873 kreeg hij de kans om pionierswerk in Nederlands-Indië te verrichten wat hij met twee handen aanpakte. In Midden-Sumatra was een groot kolenveld ontdekt en aan Cluysenaer de opdracht om een afvoerroute te vinden naar zee. Het kolenveld, Ombilin lag in een onherbergzaam terrein en na een grondig onderzoek kwam hij in 1876 met een aanbeveling. Het tracé dat hij voorstelde was bochtig en hellingrijk en daardoor duur. Zelf was Cluysenaer er ook niet helemaal blij mee. Toen hij was teruggekeerd naar Breda, waar hij te werk ging als leraar waterbouwkunde aan de Koninklijke Militaire Academie, bleef hij betrokken bij de Sumatraanse spoorweg. In Zwitserland was het tandradspoor uitgevonden en Cluysenaer zag de potentie van de uitvinding voor zijn kolenlijn. Hij ontwierp een nieuwe route, die weliswaar langer, maar qua tracé beter was en goedkoper. Uiteindelijk werd de lijn volgens zijn nieuwe plan tussen 1887 en 1894 aangelegd door zijn vroegere medewerker J.W. IJzerman.
Cluysenaer ging in 1878 weer werken voor de spoorwegen toen hij ingenieur werd van de Maatschappij tot Exploitatie van Staatsspoorwegen. Hier groeide hij door tot achtereenvolgens: chef, secretaris van de directeur-generaal en chef van de centrale dienst.
In 1886 ging hij opnieuw een avontuur aan toen hij betrokken raakte bij een spooraanleg in Transvaal. Met een partner richtte hij vervolgens de Nederlandsch-Zuid-Afrikaansche Spoorwegmaatschappij op en werd een van de directeuren. Naast het vinden van financiering hield hij zich ook bezig met de spooraanleg. Een aantal vroegere medewerkers van Sumatra had hij overgehaald naar Zuid-Afrika om hem bij te staan. In 1890 keerde Cluysenaer terug naar Nederland toen hem gevraagd werd directeur-generaal van Staatsspoor te worden. Wel bleef hij commissaris van NZASM.
Cluysenaer bleef interesse houden in de steenkoolmijnen van Ombilin en in 1890 vroeg hij om een concessie voor de exploitatie ervan. De overheid koos voor een staatsexploitatie en zijn verzoek werd afgewezen. Sinds 1893 was hij president-commissaris van de Maatschappij tot Exploitatie van de Limburgsche Steenkolenmijnen. In 1900 trad hij af als directeur-generaal vanwege de groeide onrust onder het personeel en zijn slechter wordende gezondheid.
Wel bleef hij actief als voorzitter van de Raad van Beheer van de Nederlands-Indische Spoorweg Maatschappij tot 1914, bestuurslid van het Koninklijk Instituut van Ingenieurs, voorzitter van de Soebang-commissie die de Ombilin-kolenafvoer moest verbeteren en curator en later president-curator van de Technische Universiteit Delft. Hij kreeg een erelidmaatschap van het KIVI in 1911 en doctoraat aan de TH Delft in 1913.
Cluysenaer was zoon van Dirk Gijsbert Louis Frederik Cluijsenaer, kapitein van de infanterie en Jacoba Maria Mersen Senn van Basel. Hij trouwde met Helena Petronella van Woelderen en uit dit huwelijk kregen zij zes zoons en een dochter. Na een echtscheiding trouwde hij met Anna Jacoba Hooreman.

## Bron
- A.J. Veenendaal jr.,"Cluijsenaer, Jacobus Leonardus (1843-1932)", in Biografisch Woordenboek van Nederland, [12-11-2013]